# Senneville-sur-Fécamp
Senneville-sur-Fécamp è un comune francese di 813 abitanti situato nel dipartimento della Senna Marittima nella regione della Normandia.

## Società

### Evoluzione demografica
Abitanti censiti